# Arber Xhekaj
Arber Xhekaj (* 30. ledna 2001 Hamilton, Ontario) je kanadský profesionální lední hokejista česko-albánského původu, hrající na pozici obránce za Montreal Canadiens v severoamerické NHL. Jeho otec je kosovský Albánec, matka pochází z Hradce Králové. Xhekaj má kanadské i české občanství a v Česku trávil prázdniny. Hokej hraje také jeho mladší bratr Florian, kterého ve čtvrtém kole v roce 2023 draftovali Canadiens.

## Kariéra
Nikdy nebyl draftován, do juniorské OHL se dostal přes pozvání na tréninkový kemp Kitcheneru Rangers před sezónou 2018/2019. Během sezóny 2020/2021, zrušené kvůli pandemii koronaviru, pracoval ve velkoobchodě Costco. V září 2021 jej na kemp pozvali Canadiens a klub zaujal, takže s ním uzavřel tříletou nováčkovskou smlouvu. Během ročníku 2021/2022 přestoupil do Hamiltonu Bulldogs, se kterými vyhrál základní část a dostal se do finále Memorial Cupu. Hraje fyzicky tvrdě a v OHL byl dvakrát suspendován. K prvnímu zápasu v NHL nastoupil v úvodu sezóny 2022/2023. Po sezóně 2023/2024, odehrané částečně v NHL a částečně na farmě Laval Rocket v AHL, v červenci 2024 podepsal Xhekaj s Canadiens novou dvouletou smlouvu v celkové hodnotě 2,6 milionu dolarů. V následující sezóně odehrál za Canadiens 70 utkání základní části a poprvé nastoupil také v play off NHL.

## Statistiky

### Klubové statistiky
| Sezóna      | Klub                   | Soutěž      |     | Základní část | Základní část | Základní část | Základní část | Základní část |   | Play off | Play off | Play off | Play off | Play off |
| Sezóna      | Klub                   | Soutěž      | Z   | G             | A             | B             | TM            | Z             | G | A        | B        | TM       |          |          |
| 2017/18     | St. Catharines Falcons | GOJHL       | 46  | 4             | 18            | 22            | 110           | 11            | 0 | 1        | 1        | 24       |          |          |
| 2018/19     | Kitchener Rangers      | OHL         | 59  | 2             | 1             | 3             | 39            | 4             | 0 | 0        | 0        | 2        |          |          |
| 2019/20     | Kitchener Rangers      | OHL         | 51  | 6             | 11            | 17            | 88            | —             | — | —        | —        | —        |          |          |
| 2021/22     | Kitchener Rangers      | OHL         | 18  | 6             | 11            | 17            | 54            | —             | — | —        | —        | —        |          |          |
| 2021/22     | Hamilton Bulldogs      | OHL         | 33  | 6             | 11            | 17            | 84            | 18            | 6 | 10       | 16       | 50       |          |          |
| 2022/23     | Montreal Canadiens     | NHL         | 51  | 5             | 8             | 13            | 101           | —             | — | —        | —        | —        |          |          |
| 2023/24     | Montreal Canadiens     | NHL         | 44  | 3             | 7             | 10            | 81            | —             | — | —        | —        | —        |          |          |
| 2023/24     | Laval Rocket           | AHL         | 17  | 3             | 8             | 11            | 34            | —             | — | —        | —        | —        |          |          |
| 2024/25     | Montreal Canadiens     | NHL         | 70  | 1             | 5             | 6             | 118           | 3             | 0 | 0        | 0        | 4        |          |          |
| NHL celkově | NHL celkově            | NHL celkově | 165 | 9             | 20            | 29            | 300           | 3             | 0 | 0        | 0        | 4        |          |          |